# Musique savante

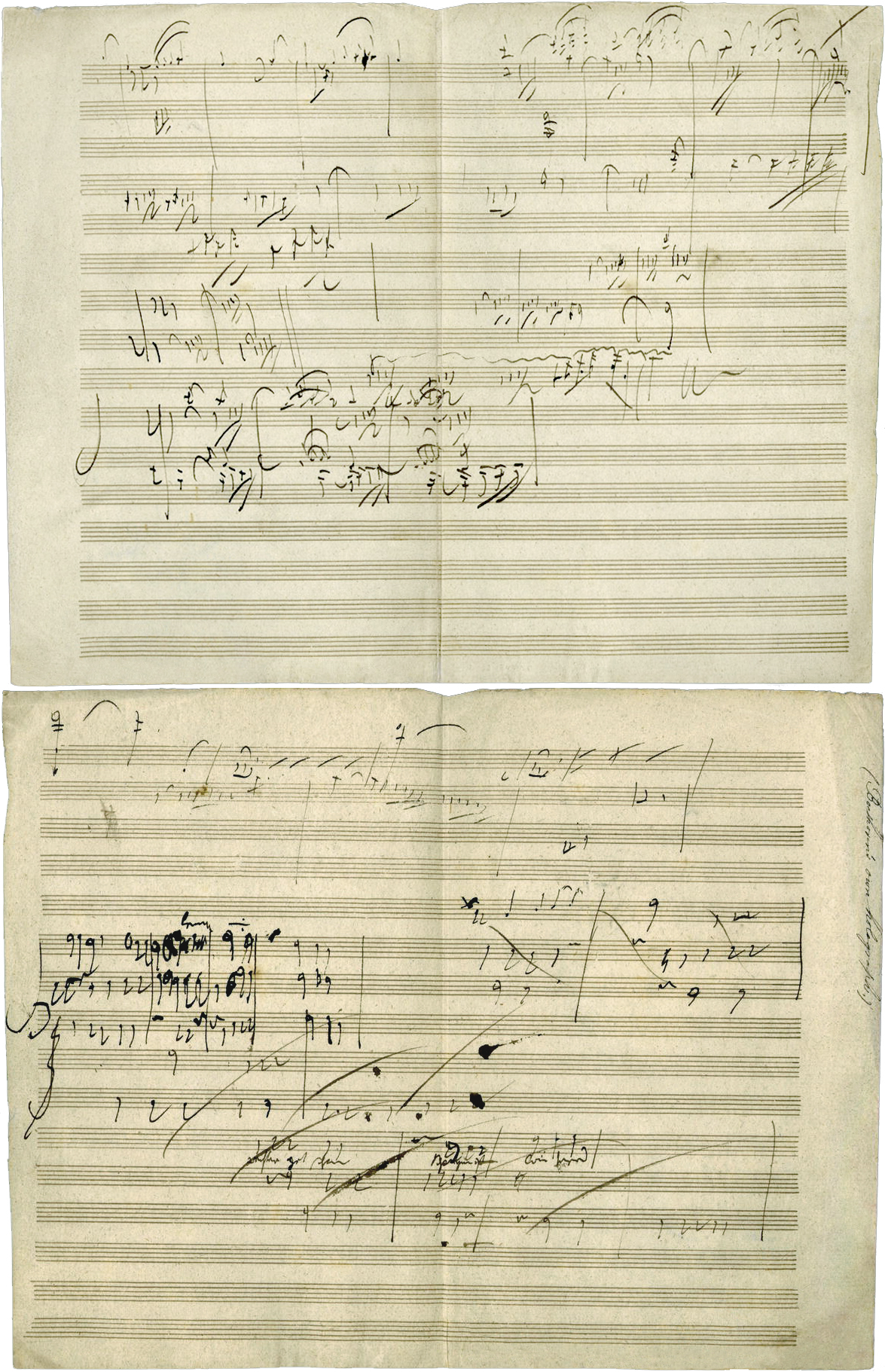
Un manuscrit de Beethoven d'une de ses sonates de piano (1816).

« Musique savante », synonyme de « musique sérieuse » ou « grande musique », est un terme général utilisé pour désigner des traditions musicales impliquant des considérations structurelles et théoriques avancées. La notion est fréquemment employée en musicologie, bien qu'elle soit parfois discutée par certains musicologues. Elle est souvent employée dans le contexte d'une classification construite sur un « triangle axiomatique distinguant musique populaire, musique traditionnelle et musique savante »,.

## Définition
Si à l'origine le terme désignait principalement la musique classique occidentale (dans son sens large), le terme peut également désigner d'une façon plus large :
- l'ensemble des musiques classiques de toutes les civilisations (musiques arabes, musique indienne, etc.) ;
- la musique moderne et la musique contemporaine (ce qui inclut notamment la musique électroacoustique, la musique expérimentale (savante), la musique minimaliste ainsi que d'autres formes) ;
- certaines formes du jazz. Le jazz  est généralement considéré comme de la musique populaire (Adorno par exemple parle du jazz comme une forme de musique populaire).

Les limites entre la musique populaire et la musique savante ont parfois été estompées, tout particulièrement à la fin du XXe siècle, en raison de fusions entre la musique savante et la musique populaire, particulièrement avec la musique minimaliste. C'est pour cette raison que certains considèrent parfois certaines formes de rock, telles que l'art rock, comme de la musique savante. Cependant, il y a souvent une confusion sur le sens du terme musique savante, surtout dans les pays anglo-saxons où le terme musique savante se dit art music. Beaucoup comprennent le terme art music dans un sens différent de son sens originel.

## Caractéristiques
Le terme se réfère principalement aux musiques qui mettent un accent particulier sur les questions formelles de style et qui invitent à la déconstruction technique et détaillée et exigent une attention plus pointue de l'auditeur. La musique savante est considérée en premier lieu comme une musique de tradition écrite, préservée sous la forme d'une notation musicale par opposition aux musiques populaires et traditionnelles transmises oralement ou par enregistrement. Historiquement, la plupart de la musique savante est écrite sous la forme standard de cette notation qui a évolué en Europe depuis la période de la Renaissance et a connu sa maturité lors de la période romantique. Dans la musique savante, l'identité d'une œuvre se définit par rapport à sa version notée plutôt qu'à une performance particulière.
Dans certaines formes de musiques savantes occidentales comme la musique contemporaine, le type de notation musicale peut s'éloigner du système standard et utiliser différents nouveaux signes pour transcrire certains aspects nouveaux de ces musiques, qui seraient impossibles à transcrire avec les seuls moyens standards. Par exemple, dans la musique microtonale, de nombreux compositeurs ont mis au point de nouveaux signes d’altérations en plus du dièse, du bémol et du bécarre. L'inclusion de nouvelles formes de notation au sein de la musique savante est motivée par l'intention du compositeur de traduire et communiquer à l'interprète certaines de ses intentions. Cependant, d'autres formes de musiques contemporaines considérées comme savantes, comme la musique concrète ou acousmatique, ou encore les musiques électroacoustiques ne s'appuient plus à proprement parler sur une notation, puisqu'elles ne nécessitent plus d'instrumentistes.
Par ailleurs, d'autres traditions culturelles savantes s'appuient sur une transmission orale. La notation écrite est parfois jugée insuffisante pour capturer les hauteurs exactes et les ornements finement nuancés qu'on exige de la part d’interprètes de musique classique d'Inde, par exemple. La musique indienne est une musique savante combinant religion et science, car s'appuyant sur des formules mathématiques. Le mode en Inde (le râga) n’est pas simplement une échelle comme en occident. Il en existe plusieurs, classés, selon les systèmes, soit en modes principaux et modes dérivés, soit en trois échelles de base (gràma) dans lesquelles les permutations de la tonique dans une gamme de sept notes (où deux notes s'ajoutent accessoirement) permettent de former 21 modes principaux (mùrchhanà) ou, selon le système encore aujourd'hui employé dans le sud de l’Inde, en 72 échelles de sept notes (melakarta) dans un système chromatique où chaque note, excepté la tonique, a deux positions, pouvant être naturelles et selon les cas dièse ou bémol. L'octave est théoriquement divisée en 22 intervalles (sruti) permettant l'accord exact des notes.